# Alpheus stantoni
Alpheus stantoni is een garnalensoort uit de familie van de Alpheidae. De wetenschappelijke naam van de soort is voor het eerst geldig gepubliceerd in 1986 door Banner & Banner.